# Rái cá
Rái cá (danh pháp khoa học: Lutrinae) là một nhóm động vật có vú ăn thịt sống dưới nước hay đại dương, thuộc một phần của họ Chồn (Mustelidae), họ bao gồm chồn, chồn nâu, lửng, cũng như một vài loài khác. Với 13 loài trong 7 chi, rái cá phân bố khắp nơi trên thế giới.
Tiếng Việt còn gọi rái cá là con tấy.

## Đặc điểm cơ thể
Rái cá có lớp lông trong dày (1.000 lông/mm²) và mịn được bảo vệ bởi lớp lông ngoài giữ cho chúng khô ráo dưới nước và giữ lại một lớp không khí để giữ ấm.
Tất cả các loài rái cá có thân dài, mỏng và thuôn linh động uyển chuyển; chân ngắn và có màng chân. Phần lớn có vuốt sắc để chụp con mồi, nhưng rái cá vuốt ngắn của Nam Á chỉ có vuốt dấu tích còn lại và hai loại rái cá châu Phi có mối quan hệ gần gũi không có vuốt: các loài này sống ở các con sông đầy bùn của châu Phi và châu Á và xác định vị trí con mồi bằng xúc giác.

## Chế độ ăn uống
Rái cá không phụ thuộc duy nhất vào bộ lông đặc biệt của mình để sống sót trong nước lạnh nơi có nhiều loài sinh sống: chúng cũng có một tốc độ trao đổi chất rất cao và tiêu hao năng lượng với nhịp độ hoang phí: rái cá Âu-Á chẳng hạn, phải ăn một lượng thức ăn bằng 15% khối lượng cơ thể chúng mỗi ngày; rái cá biển thì từ 20 đến 25%, tùy theo nhiệt độ. Trong nước 10 °C một con rái cá cần bắt ít nhất 100g cá mỗi giờ đồng hồ, nếu ít hơn số đó nó sẽ không sống sót. Phần lớn chúng săn mồi 3-5 h mỗi ngày, nếu là con mẹ đang cho con bú thì cần săn mồi 8h mỗi ngày.
Phần lớn rái cá ăn cá làm thức ăn hàng đầu trong thực đơn của chúng, ngoài ra chúng còn ăn bổ sung ếch nhái, tôm và cua; một số còn chuyên ăn sò còn loại khác thì lại ăn động vật có vú nhỏ hoặc chim.

## Các loài
|  | \| \| Rái cá biển Nam Mỹ (Lontra felina) \| \| \| \| \| \| Rái cá sông Nam Mỹ (Lontra provocax) \| \| \| \| |
|  | |
|  | Rái cá sông Tân nhiệt đới (Lontra longicaudis)                                                              |
|  | |
|  | Rái cá biển Nam Mỹ (Lontra felina)                                                                          |
|  | |
|  | Rái cá sông Nam Mỹ (Lontra provocax)                                                                        |
|  | |

|  | Rái cá biển Nam Mỹ (Lontra felina)   |
|  |                                      |
|  | Rái cá sông Nam Mỹ (Lontra provocax) |
|  |                                      |

|  | \| \| Rái cá biển Nam Mỹ (Lontra felina) \| \| \| \| \| \| Rái cá sông Nam Mỹ (Lontra provocax) \| \| \| \| |
|  | |
|  | Rái cá sông Tân nhiệt đới (Lontra longicaudis)                                                              |
|  | |
|  | Rái cá biển Nam Mỹ (Lontra felina)                                                                          |
|  | |
|  | Rái cá sông Nam Mỹ (Lontra provocax)                                                                        |
|  | |

|  | Rái cá biển Nam Mỹ (Lontra felina)   |
|  |                                      |
|  | Rái cá sông Nam Mỹ (Lontra provocax) |
|  |                                      |

|  | Rái cá thường (Lutra lutra)       |
|  |                                   |
|  | Rái cá lông mũi (Lutra sumatrana) |
|  |                                   |
|  | Rái cá Nhật Bản (Lutra nippon)    |
|  |                                   |

|  | Rái cá không vuốt châu Phi (Aonyx capensis) |
|  |                                             |

|  | Rái cá vuốt bé (Aonyx cinerea)             |
|  |                                            |
|  | Rái cá lông mượt (Lutrogale perspicillata) |
|  |                                            |

|  | Rái cá không vuốt châu Phi (Aonyx capensis) |
|  |                                             |

|  | Rái cá vuốt bé (Aonyx cinerea)             |
|  |                                            |
|  | Rái cá lông mượt (Lutrogale perspicillata) |
|  |                                            |

|  | Rái cá thường (Lutra lutra)       |
|  |                                   |
|  | Rái cá lông mũi (Lutra sumatrana) |
|  |                                   |
|  | Rái cá Nhật Bản (Lutra nippon)    |
|  |                                   |

|  | Rái cá không vuốt châu Phi (Aonyx capensis) |
|  |                                             |

|  | Rái cá vuốt bé (Aonyx cinerea)             |
|  |                                            |
|  | Rái cá lông mượt (Lutrogale perspicillata) |
|  |                                            |

|  | Rái cá không vuốt châu Phi (Aonyx capensis) |
|  |                                             |

|  | Rái cá vuốt bé (Aonyx cinerea)             |
|  |                                            |
|  | Rái cá lông mượt (Lutrogale perspicillata) |
|  |                                            |

|  | Rái cá thường (Lutra lutra)       |
|  |                                   |
|  | Rái cá lông mũi (Lutra sumatrana) |
|  |                                   |
|  | Rái cá Nhật Bản (Lutra nippon)    |
|  |                                   |

|  | Rái cá không vuốt châu Phi (Aonyx capensis) |
|  |                                             |

|  | Rái cá vuốt bé (Aonyx cinerea)             |
|  |                                            |
|  | Rái cá lông mượt (Lutrogale perspicillata) |
|  |                                            |

|  | Rái cá không vuốt châu Phi (Aonyx capensis) |
|  |                                             |

|  | Rái cá vuốt bé (Aonyx cinerea)             |
|  |                                            |
|  | Rái cá lông mượt (Lutrogale perspicillata) |
|  |                                            |

|  | Rái cá thường (Lutra lutra)       |
|  |                                   |
|  | Rái cá lông mũi (Lutra sumatrana) |
|  |                                   |
|  | Rái cá Nhật Bản (Lutra nippon)    |
|  |                                   |

|  | Rái cá không vuốt châu Phi (Aonyx capensis) |
|  |                                             |

|  | Rái cá vuốt bé (Aonyx cinerea)             |
|  |                                            |
|  | Rái cá lông mượt (Lutrogale perspicillata) |
|  |                                            |

|  | Rái cá không vuốt châu Phi (Aonyx capensis) |
|  |                                             |

|  | Rái cá vuốt bé (Aonyx cinerea)             |
|  |                                            |
|  | Rái cá lông mượt (Lutrogale perspicillata) |
|  |                                            |

|  | \| \| Rái cá biển Nam Mỹ (Lontra felina) \| \| \| \| \| \| Rái cá sông Nam Mỹ (Lontra provocax) \| \| \| \| |
|  | |
|  | Rái cá sông Tân nhiệt đới (Lontra longicaudis)                                                              |
|  | |
|  | Rái cá biển Nam Mỹ (Lontra felina)                                                                          |
|  | |
|  | Rái cá sông Nam Mỹ (Lontra provocax)                                                                        |
|  | |

|  | Rái cá biển Nam Mỹ (Lontra felina)   |
|  |                                      |
|  | Rái cá sông Nam Mỹ (Lontra provocax) |
|  |                                      |

|  | \| \| Rái cá biển Nam Mỹ (Lontra felina) \| \| \| \| \| \| Rái cá sông Nam Mỹ (Lontra provocax) \| \| \| \| |
|  | |
|  | Rái cá sông Tân nhiệt đới (Lontra longicaudis)                                                              |
|  | |
|  | Rái cá biển Nam Mỹ (Lontra felina)                                                                          |
|  | |
|  | Rái cá sông Nam Mỹ (Lontra provocax)                                                                        |
|  | |

|  | Rái cá biển Nam Mỹ (Lontra felina)   |
|  |                                      |
|  | Rái cá sông Nam Mỹ (Lontra provocax) |
|  |                                      |

|  | Rái cá thường (Lutra lutra)       |
|  |                                   |
|  | Rái cá lông mũi (Lutra sumatrana) |
|  |                                   |
|  | Rái cá Nhật Bản (Lutra nippon)    |
|  |                                   |

|  | Rái cá không vuốt châu Phi (Aonyx capensis) |
|  |                                             |

|  | Rái cá vuốt bé (Aonyx cinerea)             |
|  |                                            |
|  | Rái cá lông mượt (Lutrogale perspicillata) |
|  |                                            |

|  | Rái cá không vuốt châu Phi (Aonyx capensis) |
|  |                                             |

|  | Rái cá vuốt bé (Aonyx cinerea)             |
|  |                                            |
|  | Rái cá lông mượt (Lutrogale perspicillata) |
|  |                                            |

|  | Rái cá thường (Lutra lutra)       |
|  |                                   |
|  | Rái cá lông mũi (Lutra sumatrana) |
|  |                                   |
|  | Rái cá Nhật Bản (Lutra nippon)    |
|  |                                   |

|  | Rái cá không vuốt châu Phi (Aonyx capensis) |
|  |                                             |

|  | Rái cá vuốt bé (Aonyx cinerea)             |
|  |                                            |
|  | Rái cá lông mượt (Lutrogale perspicillata) |
|  |                                            |

|  | Rái cá không vuốt châu Phi (Aonyx capensis) |
|  |                                             |

|  | Rái cá vuốt bé (Aonyx cinerea)             |
|  |                                            |
|  | Rái cá lông mượt (Lutrogale perspicillata) |
|  |                                            |

|  | Rái cá thường (Lutra lutra)       |
|  |                                   |
|  | Rái cá lông mũi (Lutra sumatrana) |
|  |                                   |
|  | Rái cá Nhật Bản (Lutra nippon)    |
|  |                                   |

|  | Rái cá không vuốt châu Phi (Aonyx capensis) |
|  |                                             |

|  | Rái cá vuốt bé (Aonyx cinerea)             |
|  |                                            |
|  | Rái cá lông mượt (Lutrogale perspicillata) |
|  |                                            |

|  | Rái cá không vuốt châu Phi (Aonyx capensis) |
|  |                                             |

|  | Rái cá vuốt bé (Aonyx cinerea)             |
|  |                                            |
|  | Rái cá lông mượt (Lutrogale perspicillata) |
|  |                                            |

|  | Rái cá thường (Lutra lutra)       |
|  |                                   |
|  | Rái cá lông mũi (Lutra sumatrana) |
|  |                                   |
|  | Rái cá Nhật Bản (Lutra nippon)    |
|  |                                   |

|  | Rái cá không vuốt châu Phi (Aonyx capensis) |
|  |                                             |

|  | Rái cá vuốt bé (Aonyx cinerea)             |
|  |                                            |
|  | Rái cá lông mượt (Lutrogale perspicillata) |
|  |                                            |

|  | Rái cá không vuốt châu Phi (Aonyx capensis) |
|  |                                             |

|  | Rái cá vuốt bé (Aonyx cinerea)             |
|  |                                            |
|  | Rái cá lông mượt (Lutrogale perspicillata) |
|  |                                            |

|  | \| \| Rái cá biển Nam Mỹ (Lontra felina) \| \| \| \| \| \| Rái cá sông Nam Mỹ (Lontra provocax) \| \| \| \| |
|  | |
|  | Rái cá sông Tân nhiệt đới (Lontra longicaudis)                                                              |
|  | |
|  | Rái cá biển Nam Mỹ (Lontra felina)                                                                          |
|  | |
|  | Rái cá sông Nam Mỹ (Lontra provocax)                                                                        |
|  | |

|  | Rái cá biển Nam Mỹ (Lontra felina)   |
|  |                                      |
|  | Rái cá sông Nam Mỹ (Lontra provocax) |
|  |                                      |

|  | \| \| Rái cá biển Nam Mỹ (Lontra felina) \| \| \| \| \| \| Rái cá sông Nam Mỹ (Lontra provocax) \| \| \| \| |
|  | |
|  | Rái cá sông Tân nhiệt đới (Lontra longicaudis)                                                              |
|  | |
|  | Rái cá biển Nam Mỹ (Lontra felina)                                                                          |
|  | |
|  | Rái cá sông Nam Mỹ (Lontra provocax)                                                                        |
|  | |

|  | Rái cá biển Nam Mỹ (Lontra felina)   |
|  |                                      |
|  | Rái cá sông Nam Mỹ (Lontra provocax) |
|  |                                      |

|  | Rái cá thường (Lutra lutra)       |
|  |                                   |
|  | Rái cá lông mũi (Lutra sumatrana) |
|  |                                   |
|  | Rái cá Nhật Bản (Lutra nippon)    |
|  |                                   |

|  | Rái cá không vuốt châu Phi (Aonyx capensis) |
|  |                                             |

|  | Rái cá vuốt bé (Aonyx cinerea)             |
|  |                                            |
|  | Rái cá lông mượt (Lutrogale perspicillata) |
|  |                                            |

|  | Rái cá không vuốt châu Phi (Aonyx capensis) |
|  |                                             |

|  | Rái cá vuốt bé (Aonyx cinerea)             |
|  |                                            |
|  | Rái cá lông mượt (Lutrogale perspicillata) |
|  |                                            |

|  | Rái cá thường (Lutra lutra)       |
|  |                                   |
|  | Rái cá lông mũi (Lutra sumatrana) |
|  |                                   |
|  | Rái cá Nhật Bản (Lutra nippon)    |
|  |                                   |

|  | Rái cá không vuốt châu Phi (Aonyx capensis) |
|  |                                             |

|  | Rái cá vuốt bé (Aonyx cinerea)             |
|  |                                            |
|  | Rái cá lông mượt (Lutrogale perspicillata) |
|  |                                            |

|  | Rái cá không vuốt châu Phi (Aonyx capensis) |
|  |                                             |

|  | Rái cá vuốt bé (Aonyx cinerea)             |
|  |                                            |
|  | Rái cá lông mượt (Lutrogale perspicillata) |
|  |                                            |

|  | Rái cá thường (Lutra lutra)       |
|  |                                   |
|  | Rái cá lông mũi (Lutra sumatrana) |
|  |                                   |
|  | Rái cá Nhật Bản (Lutra nippon)    |
|  |                                   |

|  | Rái cá không vuốt châu Phi (Aonyx capensis) |
|  |                                             |

|  | Rái cá vuốt bé (Aonyx cinerea)             |
|  |                                            |
|  | Rái cá lông mượt (Lutrogale perspicillata) |
|  |                                            |

|  | Rái cá không vuốt châu Phi (Aonyx capensis) |
|  |                                             |

|  | Rái cá vuốt bé (Aonyx cinerea)             |
|  |                                            |
|  | Rái cá lông mượt (Lutrogale perspicillata) |
|  |                                            |

|  | Rái cá thường (Lutra lutra)       |
|  |                                   |
|  | Rái cá lông mũi (Lutra sumatrana) |
|  |                                   |
|  | Rái cá Nhật Bản (Lutra nippon)    |
|  |                                   |

|  | Rái cá không vuốt châu Phi (Aonyx capensis) |
|  |                                             |

|  | Rái cá vuốt bé (Aonyx cinerea)             |
|  |                                            |
|  | Rái cá lông mượt (Lutrogale perspicillata) |
|  |                                            |

|  | Rái cá không vuốt châu Phi (Aonyx capensis) |
|  |                                             |

|  | Rái cá vuốt bé (Aonyx cinerea)             |
|  |                                            |
|  | Rái cá lông mượt (Lutrogale perspicillata) |
|  |                                            |

|  | \| \| Rái cá biển Nam Mỹ (Lontra felina) \| \| \| \| \| \| Rái cá sông Nam Mỹ (Lontra provocax) \| \| \| \| |
|  | |
|  | Rái cá sông Tân nhiệt đới (Lontra longicaudis)                                                              |
|  | |
|  | Rái cá biển Nam Mỹ (Lontra felina)                                                                          |
|  | |
|  | Rái cá sông Nam Mỹ (Lontra provocax)                                                                        |
|  | |

|  | Rái cá biển Nam Mỹ (Lontra felina)   |
|  |                                      |
|  | Rái cá sông Nam Mỹ (Lontra provocax) |
|  |                                      |

|  | \| \| Rái cá biển Nam Mỹ (Lontra felina) \| \| \| \| \| \| Rái cá sông Nam Mỹ (Lontra provocax) \| \| \| \| |
|  | |
|  | Rái cá sông Tân nhiệt đới (Lontra longicaudis)                                                              |
|  | |
|  | Rái cá biển Nam Mỹ (Lontra felina)                                                                          |
|  | |
|  | Rái cá sông Nam Mỹ (Lontra provocax)                                                                        |
|  | |

|  | Rái cá biển Nam Mỹ (Lontra felina)   |
|  |                                      |
|  | Rái cá sông Nam Mỹ (Lontra provocax) |
|  |                                      |

|  | Rái cá thường (Lutra lutra)       |
|  |                                   |
|  | Rái cá lông mũi (Lutra sumatrana) |
|  |                                   |
|  | Rái cá Nhật Bản (Lutra nippon)    |
|  |                                   |

|  | Rái cá không vuốt châu Phi (Aonyx capensis) |
|  |                                             |

|  | Rái cá vuốt bé (Aonyx cinerea)             |
|  |                                            |
|  | Rái cá lông mượt (Lutrogale perspicillata) |
|  |                                            |

|  | Rái cá không vuốt châu Phi (Aonyx capensis) |
|  |                                             |

|  | Rái cá vuốt bé (Aonyx cinerea)             |
|  |                                            |
|  | Rái cá lông mượt (Lutrogale perspicillata) |
|  |                                            |

|  | Rái cá thường (Lutra lutra)       |
|  |                                   |
|  | Rái cá lông mũi (Lutra sumatrana) |
|  |                                   |
|  | Rái cá Nhật Bản (Lutra nippon)    |
|  |                                   |

|  | Rái cá không vuốt châu Phi (Aonyx capensis) |
|  |                                             |

|  | Rái cá vuốt bé (Aonyx cinerea)             |
|  |                                            |
|  | Rái cá lông mượt (Lutrogale perspicillata) |
|  |                                            |

|  | Rái cá không vuốt châu Phi (Aonyx capensis) |
|  |                                             |

|  | Rái cá vuốt bé (Aonyx cinerea)             |
|  |                                            |
|  | Rái cá lông mượt (Lutrogale perspicillata) |
|  |                                            |

|  | Rái cá thường (Lutra lutra)       |
|  |                                   |
|  | Rái cá lông mũi (Lutra sumatrana) |
|  |                                   |
|  | Rái cá Nhật Bản (Lutra nippon)    |
|  |                                   |

|  | Rái cá không vuốt châu Phi (Aonyx capensis) |
|  |                                             |

|  | Rái cá vuốt bé (Aonyx cinerea)             |
|  |                                            |
|  | Rái cá lông mượt (Lutrogale perspicillata) |
|  |                                            |

|  | Rái cá không vuốt châu Phi (Aonyx capensis) |
|  |                                             |

|  | Rái cá vuốt bé (Aonyx cinerea)             |
|  |                                            |
|  | Rái cá lông mượt (Lutrogale perspicillata) |
|  |                                            |

|  | Rái cá thường (Lutra lutra)       |
|  |                                   |
|  | Rái cá lông mũi (Lutra sumatrana) |
|  |                                   |
|  | Rái cá Nhật Bản (Lutra nippon)    |
|  |                                   |

|  | Rái cá không vuốt châu Phi (Aonyx capensis) |
|  |                                             |

|  | Rái cá vuốt bé (Aonyx cinerea)             |
|  |                                            |
|  | Rái cá lông mượt (Lutrogale perspicillata) |
|  |                                            |

|  | Rái cá không vuốt châu Phi (Aonyx capensis) |
|  |                                             |

|  | Rái cá vuốt bé (Aonyx cinerea)             |
|  |                                            |
|  | Rái cá lông mượt (Lutrogale perspicillata) |
|  |                                            |

|  | \| \| Rái cá biển Nam Mỹ (Lontra felina) \| \| \| \| \| \| Rái cá sông Nam Mỹ (Lontra provocax) \| \| \| \| |
|  | |
|  | Rái cá sông Tân nhiệt đới (Lontra longicaudis)                                                              |
|  | |
|  | Rái cá biển Nam Mỹ (Lontra felina)                                                                          |
|  | |
|  | Rái cá sông Nam Mỹ (Lontra provocax)                                                                        |
|  | |

|  | Rái cá biển Nam Mỹ (Lontra felina)   |
|  |                                      |
|  | Rái cá sông Nam Mỹ (Lontra provocax) |
|  |                                      |

|  | \| \| Rái cá biển Nam Mỹ (Lontra felina) \| \| \| \| \| \| Rái cá sông Nam Mỹ (Lontra provocax) \| \| \| \| |
|  | |
|  | Rái cá sông Tân nhiệt đới (Lontra longicaudis)                                                              |
|  | |
|  | Rái cá biển Nam Mỹ (Lontra felina)                                                                          |
|  | |
|  | Rái cá sông Nam Mỹ (Lontra provocax)                                                                        |
|  | |

|  | Rái cá biển Nam Mỹ (Lontra felina)   |
|  |                                      |
|  | Rái cá sông Nam Mỹ (Lontra provocax) |
|  |                                      |

|  | Rái cá thường (Lutra lutra)       |
|  |                                   |
|  | Rái cá lông mũi (Lutra sumatrana) |
|  |                                   |
|  | Rái cá Nhật Bản (Lutra nippon)    |
|  |                                   |

|  | Rái cá không vuốt châu Phi (Aonyx capensis) |
|  |                                             |

|  | Rái cá vuốt bé (Aonyx cinerea)             |
|  |                                            |
|  | Rái cá lông mượt (Lutrogale perspicillata) |
|  |                                            |

|  | Rái cá không vuốt châu Phi (Aonyx capensis) |
|  |                                             |

|  | Rái cá vuốt bé (Aonyx cinerea)             |
|  |                                            |
|  | Rái cá lông mượt (Lutrogale perspicillata) |
|  |                                            |

|  | Rái cá thường (Lutra lutra)       |
|  |                                   |
|  | Rái cá lông mũi (Lutra sumatrana) |
|  |                                   |
|  | Rái cá Nhật Bản (Lutra nippon)    |
|  |                                   |

|  | Rái cá không vuốt châu Phi (Aonyx capensis) |
|  |                                             |

|  | Rái cá vuốt bé (Aonyx cinerea)             |
|  |                                            |
|  | Rái cá lông mượt (Lutrogale perspicillata) |
|  |                                            |

|  | Rái cá không vuốt châu Phi (Aonyx capensis) |
|  |                                             |

|  | Rái cá vuốt bé (Aonyx cinerea)             |
|  |                                            |
|  | Rái cá lông mượt (Lutrogale perspicillata) |
|  |                                            |

|  | Rái cá thường (Lutra lutra)       |
|  |                                   |
|  | Rái cá lông mũi (Lutra sumatrana) |
|  |                                   |
|  | Rái cá Nhật Bản (Lutra nippon)    |
|  |                                   |

|  | Rái cá không vuốt châu Phi (Aonyx capensis) |
|  |                                             |

|  | Rái cá vuốt bé (Aonyx cinerea)             |
|  |                                            |
|  | Rái cá lông mượt (Lutrogale perspicillata) |
|  |                                            |

|  | Rái cá không vuốt châu Phi (Aonyx capensis) |
|  |                                             |

|  | Rái cá vuốt bé (Aonyx cinerea)             |
|  |                                            |
|  | Rái cá lông mượt (Lutrogale perspicillata) |
|  |                                            |

|  | Rái cá thường (Lutra lutra)       |
|  |                                   |
|  | Rái cá lông mũi (Lutra sumatrana) |
|  |                                   |
|  | Rái cá Nhật Bản (Lutra nippon)    |
|  |                                   |

|  | Rái cá không vuốt châu Phi (Aonyx capensis) |
|  |                                             |

|  | Rái cá vuốt bé (Aonyx cinerea)             |
|  |                                            |
|  | Rái cá lông mượt (Lutrogale perspicillata) |
|  |                                            |

|  | Rái cá không vuốt châu Phi (Aonyx capensis) |
|  |                                             |

|  | Rái cá vuốt bé (Aonyx cinerea)             |
|  |                                            |
|  | Rái cá lông mượt (Lutrogale perspicillata) |
|  |                                            |

|  | \| \| Rái cá biển Nam Mỹ (Lontra felina) \| \| \| \| \| \| Rái cá sông Nam Mỹ (Lontra provocax) \| \| \| \| |
|  | |
|  | Rái cá sông Tân nhiệt đới (Lontra longicaudis)                                                              |
|  | |
|  | Rái cá biển Nam Mỹ (Lontra felina)                                                                          |
|  | |
|  | Rái cá sông Nam Mỹ (Lontra provocax)                                                                        |
|  | |

|  | Rái cá biển Nam Mỹ (Lontra felina)   |
|  |                                      |
|  | Rái cá sông Nam Mỹ (Lontra provocax) |
|  |                                      |

|  | \| \| Rái cá biển Nam Mỹ (Lontra felina) \| \| \| \| \| \| Rái cá sông Nam Mỹ (Lontra provocax) \| \| \| \| |
|  | |
|  | Rái cá sông Tân nhiệt đới (Lontra longicaudis)                                                              |
|  | |
|  | Rái cá biển Nam Mỹ (Lontra felina)                                                                          |
|  | |
|  | Rái cá sông Nam Mỹ (Lontra provocax)                                                                        |
|  | |

|  | Rái cá biển Nam Mỹ (Lontra felina)   |
|  |                                      |
|  | Rái cá sông Nam Mỹ (Lontra provocax) |
|  |                                      |

|  | Rái cá thường (Lutra lutra)       |
|  |                                   |
|  | Rái cá lông mũi (Lutra sumatrana) |
|  |                                   |
|  | Rái cá Nhật Bản (Lutra nippon)    |
|  |                                   |

|  | Rái cá không vuốt châu Phi (Aonyx capensis) |
|  |                                             |

|  | Rái cá vuốt bé (Aonyx cinerea)             |
|  |                                            |
|  | Rái cá lông mượt (Lutrogale perspicillata) |
|  |                                            |

|  | Rái cá không vuốt châu Phi (Aonyx capensis) |
|  |                                             |

|  | Rái cá vuốt bé (Aonyx cinerea)             |
|  |                                            |
|  | Rái cá lông mượt (Lutrogale perspicillata) |
|  |                                            |

|  | Rái cá thường (Lutra lutra)       |
|  |                                   |
|  | Rái cá lông mũi (Lutra sumatrana) |
|  |                                   |
|  | Rái cá Nhật Bản (Lutra nippon)    |
|  |                                   |

|  | Rái cá không vuốt châu Phi (Aonyx capensis) |
|  |                                             |

|  | Rái cá vuốt bé (Aonyx cinerea)             |
|  |                                            |
|  | Rái cá lông mượt (Lutrogale perspicillata) |
|  |                                            |

|  | Rái cá không vuốt châu Phi (Aonyx capensis) |
|  |                                             |

|  | Rái cá vuốt bé (Aonyx cinerea)             |
|  |                                            |
|  | Rái cá lông mượt (Lutrogale perspicillata) |
|  |                                            |

|  | Rái cá thường (Lutra lutra)       |
|  |                                   |
|  | Rái cá lông mũi (Lutra sumatrana) |
|  |                                   |
|  | Rái cá Nhật Bản (Lutra nippon)    |
|  |                                   |

|  | Rái cá không vuốt châu Phi (Aonyx capensis) |
|  |                                             |

|  | Rái cá vuốt bé (Aonyx cinerea)             |
|  |                                            |
|  | Rái cá lông mượt (Lutrogale perspicillata) |
|  |                                            |

|  | Rái cá không vuốt châu Phi (Aonyx capensis) |
|  |                                             |

|  | Rái cá vuốt bé (Aonyx cinerea)             |
|  |                                            |
|  | Rái cá lông mượt (Lutrogale perspicillata) |
|  |                                            |

|  | Rái cá thường (Lutra lutra)       |
|  |                                   |
|  | Rái cá lông mũi (Lutra sumatrana) |
|  |                                   |
|  | Rái cá Nhật Bản (Lutra nippon)    |
|  |                                   |

|  | Rái cá không vuốt châu Phi (Aonyx capensis) |
|  |                                             |

|  | Rái cá vuốt bé (Aonyx cinerea)             |
|  |                                            |
|  | Rái cá lông mượt (Lutrogale perspicillata) |
|  |                                            |

|  | Rái cá không vuốt châu Phi (Aonyx capensis) |
|  |                                             |

|  | Rái cá vuốt bé (Aonyx cinerea)             |
|  |                                            |
|  | Rái cá lông mượt (Lutrogale perspicillata) |
|  |                                            |

|  | \| \| Rái cá biển Nam Mỹ (Lontra felina) \| \| \| \| \| \| Rái cá sông Nam Mỹ (Lontra provocax) \| \| \| \| |
|  | |
|  | Rái cá sông Tân nhiệt đới (Lontra longicaudis)                                                              |
|  | |
|  | Rái cá biển Nam Mỹ (Lontra felina)                                                                          |
|  | |
|  | Rái cá sông Nam Mỹ (Lontra provocax)                                                                        |
|  | |

|  | Rái cá biển Nam Mỹ (Lontra felina)   |
|  |                                      |
|  | Rái cá sông Nam Mỹ (Lontra provocax) |
|  |                                      |

|  | \| \| Rái cá biển Nam Mỹ (Lontra felina) \| \| \| \| \| \| Rái cá sông Nam Mỹ (Lontra provocax) \| \| \| \| |
|  | |
|  | Rái cá sông Tân nhiệt đới (Lontra longicaudis)                                                              |
|  | |
|  | Rái cá biển Nam Mỹ (Lontra felina)                                                                          |
|  | |
|  | Rái cá sông Nam Mỹ (Lontra provocax)                                                                        |
|  | |

|  | Rái cá biển Nam Mỹ (Lontra felina)   |
|  |                                      |
|  | Rái cá sông Nam Mỹ (Lontra provocax) |
|  |                                      |

|  | Rái cá thường (Lutra lutra)       |
|  |                                   |
|  | Rái cá lông mũi (Lutra sumatrana) |
|  |                                   |
|  | Rái cá Nhật Bản (Lutra nippon)    |
|  |                                   |

|  | Rái cá không vuốt châu Phi (Aonyx capensis) |
|  |                                             |

|  | Rái cá vuốt bé (Aonyx cinerea)             |
|  |                                            |
|  | Rái cá lông mượt (Lutrogale perspicillata) |
|  |                                            |

|  | Rái cá không vuốt châu Phi (Aonyx capensis) |
|  |                                             |

|  | Rái cá vuốt bé (Aonyx cinerea)             |
|  |                                            |
|  | Rái cá lông mượt (Lutrogale perspicillata) |
|  |                                            |

|  | Rái cá thường (Lutra lutra)       |
|  |                                   |
|  | Rái cá lông mũi (Lutra sumatrana) |
|  |                                   |
|  | Rái cá Nhật Bản (Lutra nippon)    |
|  |                                   |

|  | Rái cá không vuốt châu Phi (Aonyx capensis) |
|  |                                             |

|  | Rái cá vuốt bé (Aonyx cinerea)             |
|  |                                            |
|  | Rái cá lông mượt (Lutrogale perspicillata) |
|  |                                            |

|  | Rái cá không vuốt châu Phi (Aonyx capensis) |
|  |                                             |

|  | Rái cá vuốt bé (Aonyx cinerea)             |
|  |                                            |
|  | Rái cá lông mượt (Lutrogale perspicillata) |
|  |                                            |

|  | Rái cá thường (Lutra lutra)       |
|  |                                   |
|  | Rái cá lông mũi (Lutra sumatrana) |
|  |                                   |
|  | Rái cá Nhật Bản (Lutra nippon)    |
|  |                                   |

|  | Rái cá không vuốt châu Phi (Aonyx capensis) |
|  |                                             |

|  | Rái cá vuốt bé (Aonyx cinerea)             |
|  |                                            |
|  | Rái cá lông mượt (Lutrogale perspicillata) |
|  |                                            |

|  | Rái cá không vuốt châu Phi (Aonyx capensis) |
|  |                                             |

|  | Rái cá vuốt bé (Aonyx cinerea)             |
|  |                                            |
|  | Rái cá lông mượt (Lutrogale perspicillata) |
|  |                                            |

|  | Rái cá thường (Lutra lutra)       |
|  |                                   |
|  | Rái cá lông mũi (Lutra sumatrana) |
|  |                                   |
|  | Rái cá Nhật Bản (Lutra nippon)    |
|  |                                   |

|  | Rái cá không vuốt châu Phi (Aonyx capensis) |
|  |                                             |

|  | Rái cá vuốt bé (Aonyx cinerea)             |
|  |                                            |
|  | Rái cá lông mượt (Lutrogale perspicillata) |
|  |                                            |

|  | Rái cá không vuốt châu Phi (Aonyx capensis) |
|  |                                             |

|  | Rái cá vuốt bé (Aonyx cinerea)             |
|  |                                            |
|  | Rái cá lông mượt (Lutrogale perspicillata) |
|  |                                            |

|  | \| \| Rái cá biển Nam Mỹ (Lontra felina) \| \| \| \| \| \| Rái cá sông Nam Mỹ (Lontra provocax) \| \| \| \| |
|  | |
|  | Rái cá sông Tân nhiệt đới (Lontra longicaudis)                                                              |
|  | |
|  | Rái cá biển Nam Mỹ (Lontra felina)                                                                          |
|  | |
|  | Rái cá sông Nam Mỹ (Lontra provocax)                                                                        |
|  | |

|  | Rái cá biển Nam Mỹ (Lontra felina)   |
|  |                                      |
|  | Rái cá sông Nam Mỹ (Lontra provocax) |
|  |                                      |

|  | \| \| Rái cá biển Nam Mỹ (Lontra felina) \| \| \| \| \| \| Rái cá sông Nam Mỹ (Lontra provocax) \| \| \| \| |
|  | |
|  | Rái cá sông Tân nhiệt đới (Lontra longicaudis)                                                              |
|  | |
|  | Rái cá biển Nam Mỹ (Lontra felina)                                                                          |
|  | |
|  | Rái cá sông Nam Mỹ (Lontra provocax)                                                                        |
|  | |

|  | Rái cá biển Nam Mỹ (Lontra felina)   |
|  |                                      |
|  | Rái cá sông Nam Mỹ (Lontra provocax) |
|  |                                      |

|  | Rái cá thường (Lutra lutra)       |
|  |                                   |
|  | Rái cá lông mũi (Lutra sumatrana) |
|  |                                   |
|  | Rái cá Nhật Bản (Lutra nippon)    |
|  |                                   |

|  | Rái cá không vuốt châu Phi (Aonyx capensis) |
|  |                                             |

|  | Rái cá vuốt bé (Aonyx cinerea)             |
|  |                                            |
|  | Rái cá lông mượt (Lutrogale perspicillata) |
|  |                                            |

|  | Rái cá không vuốt châu Phi (Aonyx capensis) |
|  |                                             |

|  | Rái cá vuốt bé (Aonyx cinerea)             |
|  |                                            |
|  | Rái cá lông mượt (Lutrogale perspicillata) |
|  |                                            |

|  | Rái cá thường (Lutra lutra)       |
|  |                                   |
|  | Rái cá lông mũi (Lutra sumatrana) |
|  |                                   |
|  | Rái cá Nhật Bản (Lutra nippon)    |
|  |                                   |

|  | Rái cá không vuốt châu Phi (Aonyx capensis) |
|  |                                             |

|  | Rái cá vuốt bé (Aonyx cinerea)             |
|  |                                            |
|  | Rái cá lông mượt (Lutrogale perspicillata) |
|  |                                            |

|  | Rái cá không vuốt châu Phi (Aonyx capensis) |
|  |                                             |

|  | Rái cá vuốt bé (Aonyx cinerea)             |
|  |                                            |
|  | Rái cá lông mượt (Lutrogale perspicillata) |
|  |                                            |

|  | Rái cá thường (Lutra lutra)       |
|  |                                   |
|  | Rái cá lông mũi (Lutra sumatrana) |
|  |                                   |
|  | Rái cá Nhật Bản (Lutra nippon)    |
|  |                                   |

|  | Rái cá không vuốt châu Phi (Aonyx capensis) |
|  |                                             |

|  | Rái cá vuốt bé (Aonyx cinerea)             |
|  |                                            |
|  | Rái cá lông mượt (Lutrogale perspicillata) |
|  |                                            |

|  | Rái cá không vuốt châu Phi (Aonyx capensis) |
|  |                                             |

|  | Rái cá vuốt bé (Aonyx cinerea)             |
|  |                                            |
|  | Rái cá lông mượt (Lutrogale perspicillata) |
|  |                                            |

|  | Rái cá thường (Lutra lutra)       |
|  |                                   |
|  | Rái cá lông mũi (Lutra sumatrana) |
|  |                                   |
|  | Rái cá Nhật Bản (Lutra nippon)    |
|  |                                   |

|  | Rái cá không vuốt châu Phi (Aonyx capensis) |
|  |                                             |

|  | Rái cá vuốt bé (Aonyx cinerea)             |
|  |                                            |
|  | Rái cá lông mượt (Lutrogale perspicillata) |
|  |                                            |

|  | Rái cá không vuốt châu Phi (Aonyx capensis) |
|  |                                             |

|  | Rái cá vuốt bé (Aonyx cinerea)             |
|  |                                            |
|  | Rái cá lông mượt (Lutrogale perspicillata) |
|  |                                            |

Chi Lutra
- Rái cá thường (Lutra lutra)
- Rái cá lông mũi (Lutra sumatrana)
- Rái cá Nhật Bản (Lutra nippon)

Chi Hydrictis
- Rái cá cổ đốm (Hydrictis maculicollis)

Chi Lutrogale
- Rái cá lông mượt (Lutrogale perspicillata)

Chi Lontra
- Rái cá sông Bắc Mỹ (Lontra canadensis)
- Rái cá sông Nam Mỹ (Lontra provocax)
- Rái cá sông Tân nhiệt đới (Lontra longicaudis)
- Rái cá biển Nam Mỹ (Lontra felina)

Chi Pteronura
- Rái cá lớn (Pteronura brasiliensis)

Chi Aonyx
- Rái cá không vuốt châu Phi (Aonyx capensis)
- Rái cá vuốt bé (Aonyx cinerea)

Chi Enhydra
- Rái cá biển (Enhydra lutris)

Chi †Megalenhydris 

Chi †Sardolutra 

Chi †Algarolutra 

Chi †Cyrnaonyx

## Hình ảnh

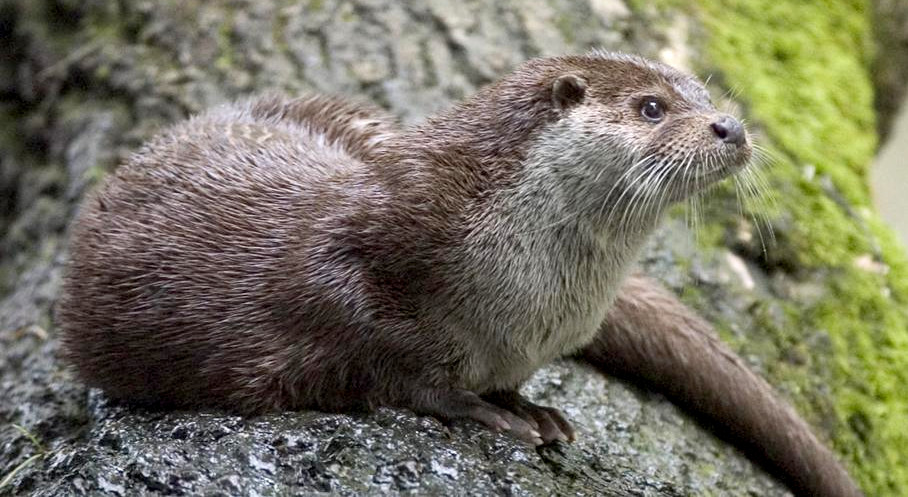
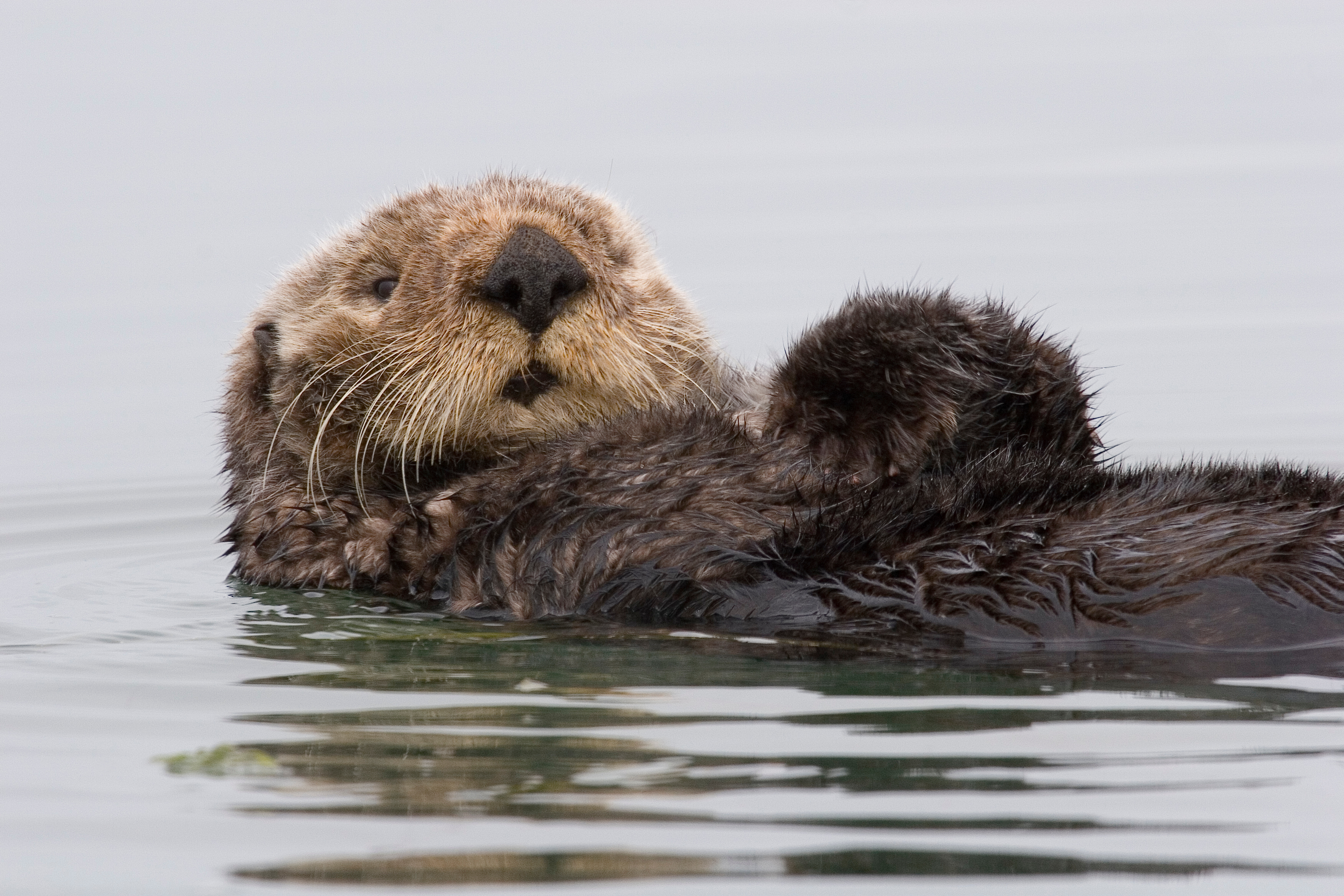
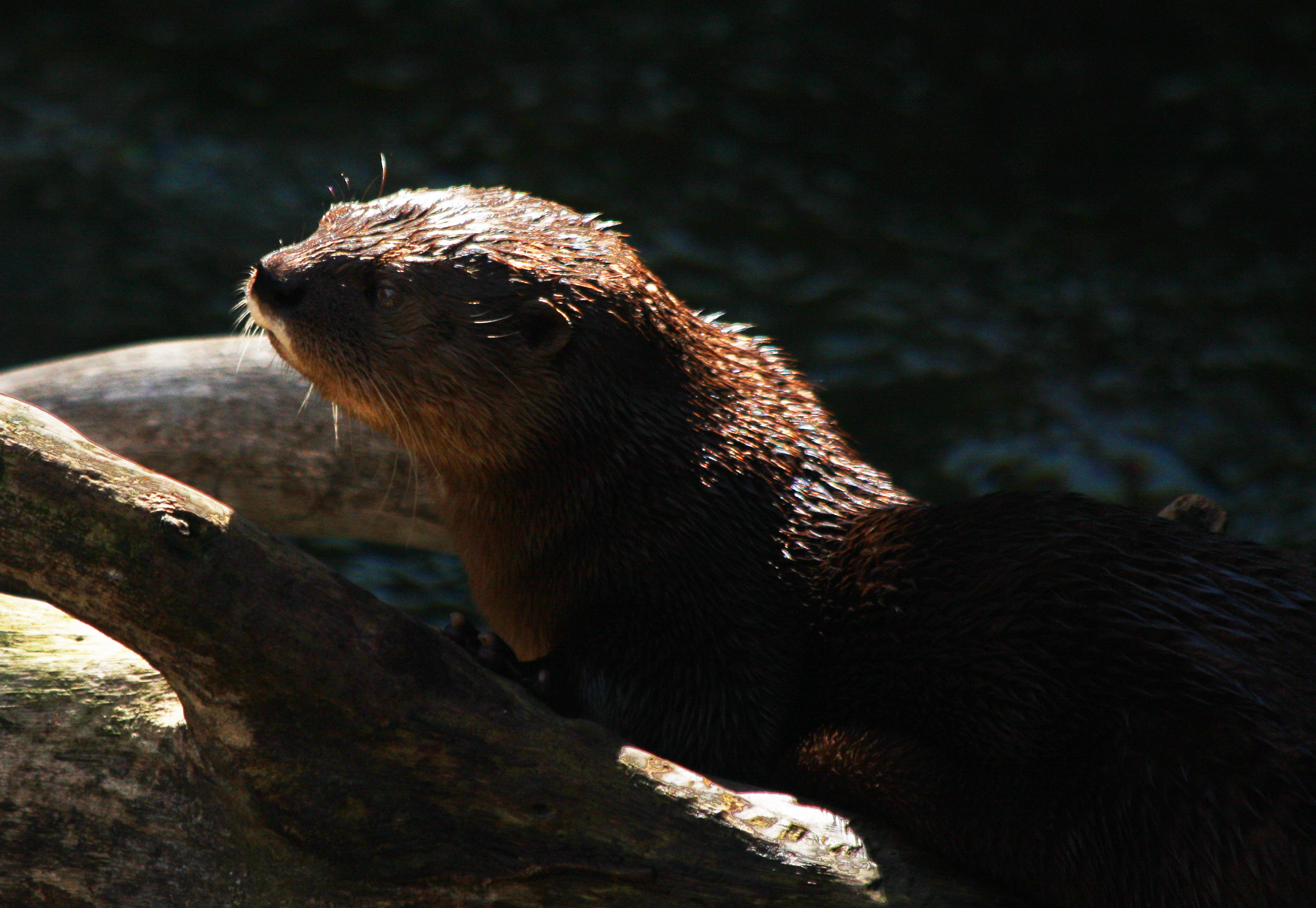
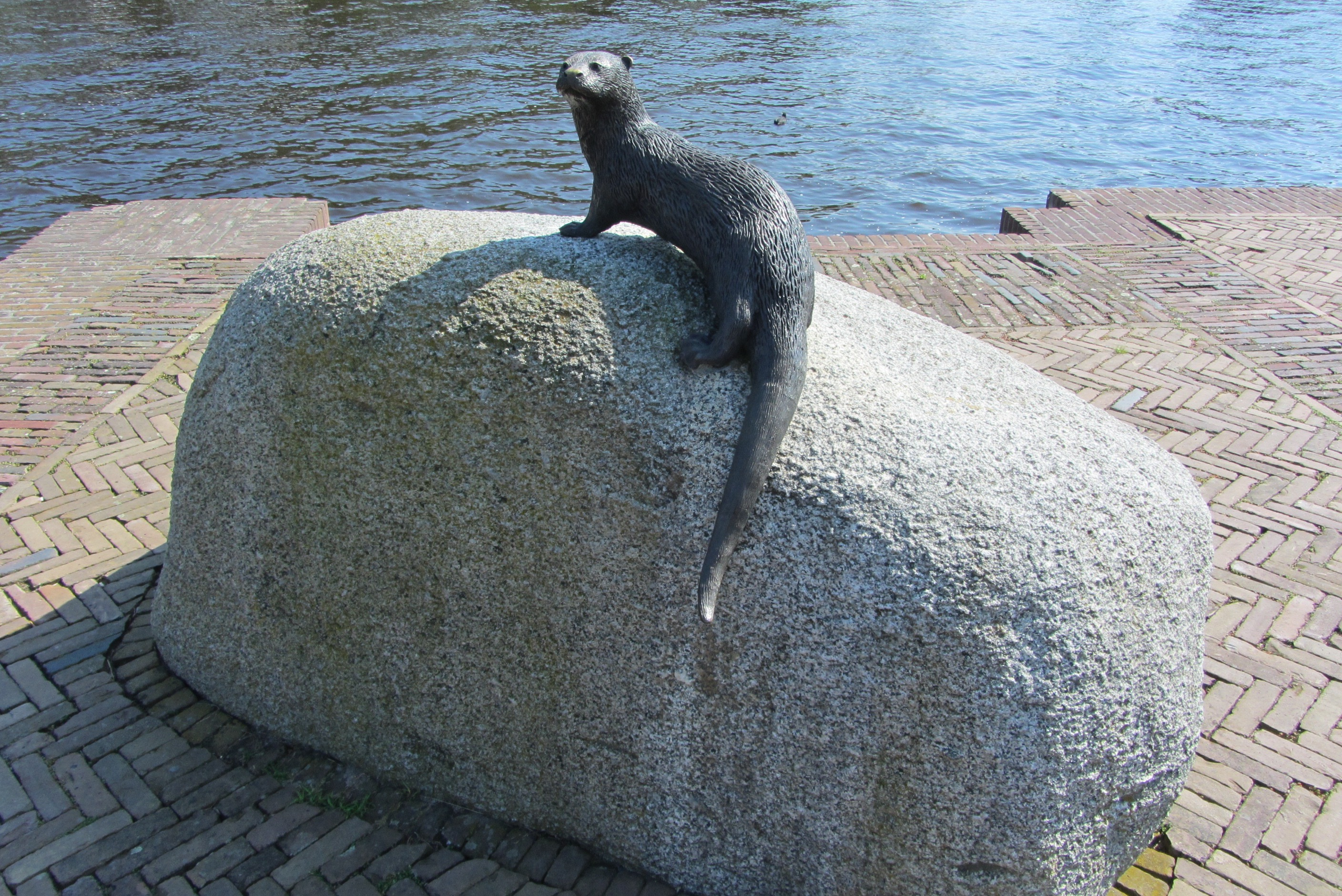

## Rái cá sông Bắc Mỹ
Rái cá sông Bắc Mỹ (Lontra canadensis) đang trở thành một trong những loài bị săn bắt nhiều nhất để lấy da và lông tại Bắc Mỹ. Thức ăn chủ yếu của chúng là cá, tôm, sò...; đôi khi cả chim nữa. Rái cá sông Bắc Mỹ khi trưởng thành có thể dài đến 1m và nặng khoảng 5 đến 15 kg. Hiện nay, một số nước đã đưa loài này vào danh sách những loài động vật cần được bảo vệ, và xây dựng cả khu bảo tồn với mục đích chăm sóc những con bị thương hoặc bị ốm.

## Rái cá biển
Rái cá biển sống chủ yếu dọc bờ biển Thái Bình Dương của Bắc Mỹ. Phạm vi sinh sống của chúng bao gồm phần nước nông ở eo biển Bering và vùng Kamchatka, kéo dài đến vùng biển phía nam Nhật Bản. Vì có bộ lông khá dày nên chúng trở thành con mồi cho những kẻ săn lông thú. Trước thời điểm năm 1911, Hiệp ước về lông các loài động vật biển đã đưa rái cá biển vào danh sách cần được bảo vệ. Do đó, ngành kinh doanh lông thú đã trở thành ngành kinh doanh phi lợi nhuận và loài rái cá vẫn còn tồn tại cho đến ngày hôm nay.
Rái cá biển ăn các sò và các loại động vật không xương sống như trai, nhím biển, bào ngư. Chúng có khả năng sử dụng đá để mở vỏ của các loài này. Rái cá biển trưởng thành dài từ 1 đến 1.5m và cân nặng khoảng 35 kg. Mặc dù đã từng đứng bên bờ tuyệt chủng nhưng số lượng loài này đang ngày càng tăng lên, phân bố rộng rãi từ California đến Alaska. Không giống như phần lớn những loài động vật biển có vú khác như hải cẩu hay cá voi, rái cá biển không có lớp mỡ giữ ấm ở dưới da. Chúng giữ nhiệt dựa vào lớp không khí giữa lớp lông dày của mình. Rái cá biển dành phần lớn thời gian của mình ở dưới nước, trong khi những loài rái cá khác thông thường lại chỉ ở trên bờ.

## Rái cá lớn
Rái cá lớn (Pteronura brasiliensis) sinh sống tại khu vực Nam Mỹ, đặc biệt là trên lưu vực sông Amazon. Tuy vậy, ngày nay chúng lại trở nên cực kỳ quý hiếm vì bị săn bắt, môi trường sống thay đổi và việc sử dụng thủy ngân để đãi vàng trái phép trên sông. Chúng có thói quen sống thành bầy đàn, khi trưởng thành dài đến 1,6m và ở dưới nước lâu hơn bất kỳ loài rái cá nào khác.